# Domaćin (biologija)
U biologiji i medicini, domaćin je organizam koji pruža utočište parazitskim, mutualnom, ili komensalnom gostu (simbiotu), pri čemu je gostu tipično pružena hrana i sklonište. Primeri obuhvataju životinje koje su domaćini parazitskim crvima (e.g. nematodima), ćelije koje pružaju zaštitu patogenim virusima, leguminozne biljke kao domaćini korisnim bakterijama azotne fiksacije. Specifičnije u botanici, biljka domaćin snabdeva mikropredatore nutrijentima, koji imaju evoluciono stabilne odnose sa svojim domaćinima slično ektoparazitizmu. Opseg domaćina predstavlja kolekciju domaćina koje jedan organizam može da koristi kao partnera.

## Simbioza
Simbioza obuhvata širok spektar mogućih odnosa između organizama, koji se razlikuju po dužini veka i efektima na učesnike. Ako je jedan od partnera u asocijaciji znatno veći od drugog, on se generalno smatra domaćinom. U parazitizmu, parazit koristi domaćina. U komensalizmu, dva organizma žive zajedno bez nanošenja štete jedan drugom, dok u mutualizmu, obe partije imaju koristi.
Većina parazita ima takav status samo tokom dela svog životnog ciklusa. Poređenjem parazita s njihovim najbližim samostalno živućim srodnicima, pokazano je da je parazitizam evoluirao u najmanje 233 zasebna slučaja. Neki organizmi žive u bliskoj asocijaciji s domaćinom i jedino postaju paraziti kad se životni uslovi pogoršaju.
Parazit može da ima dugoročni odnos sa svojim domaćinom, kao što je to slučaju sa svim endoparazitima. Gost traži domaćina i dobiva hranu i druge usluge od njega, ali ga obično ne ubija. U kontrastu s tim, parazitoid provodi veliki deo svog života unutar ili na jednom domaćinu, ultimatno uzrokujući smrt domaćina, pri čemu su neke strategije na granici s predacijoma. Generalno se domaćin održava u životu dok parazitoid potpuno ne odraste i postane spreman da pređe u sledeći životni stupanj. Gostova relacija sa svojim domaćinom može da bude povremena ili privremena, mogu da postoje asocijacije s višestrukim domaćinima, što čini relaciju ekvivalentnom s herbivorstvom divljih životinja. Još jedna mogućnost je da odnos gosta i domaćina može da bude bez permanentnog fizičkog kontakta, kao u parazitiranju legla kukavice.